# Psapp
Psapp is een experimentele Britse electronicaband. De band bestaat uit Carim Clasmann en Galia Durant. De muziekstijl van Psapp staat ook wel bekend als toytronica. Een vorm van electro waarbij speelgoed en speelgoedinstrumenten gebruikt worden.
Psapp heeft tot nu toe vier albums uitgebracht: Northdown, Tiger My Friend, The Only Thing I Ever Wanted en The Camel's Back. Bovendien heeft de band het nummer Cosy in the Rocket geschreven. Het nummer is het thema van de bekende televisieserie Grey's Anatomy. In 2006 trad de band op op A Campingflight to Lowlands Paradise.

## Discografie
- Albums
  - Northdown (2004)
  - Tiger, My Friend (2004)
  - The Only Thing I Ever Wanted (2006)
  - The Camel's Back (2008)

- Ep's
  - Do Something Wrong (2003)
  - Rear Moth (2004)
  - Buttons and War (2004)
  - Early Cats and Tracks (2006)
  - Hi (2006)
  - Early Cats and Tracks Volume 2 (2009)
- Singles
  - Tricycle (2006)
  - The Monster Song (2008)
  - I Want That (2009)

- Andere
  - Tracks for Horses (2003) - "Difficult Key"
  - Indoor Shed (2003) - "Scissory"
  - Grey's Anatomy Soundtrack (2005) - "Cosy in the Rocket"
  - Merry Mixmas (2005) - "I've Got My Love to Keep Me Warm"
  - Take It Easy: 15 Soft Rock Anthems (2006) - "Year of the Cat"
  - David Shrigley's Worried Noodles (2007) - "Sad Song"
  - Verve Remixed, Vol. 4 (2008) - "Bim Bom"